# Zhang Yangyang
Zhang Yangyang (chiń. 张杨杨; ur. 20 lutego 1989 r. w Jilin) – chińska wioślarka.

## Osiągnięcia
- Mistrzostwa Świata Juniorów – Pekin 2007 – dwójka podwójna – 1. miejsce[1].
- Mistrzostwa Świata – Monachium 2007 – czwórka bez sternika – 5. miejsce[1].
- Igrzyska Olimpijskie – Pekin 2008 – czwórka podwójna – 1. miejsce[1].